# سینجان، آنکارا
سینجان (به ترکی استانبولی: Sincan) یک شهر در ترکیه است که در استان آنکارا واقع شده‌است. سینجان ۸۵۵ متر بالاتر از سطح دریا واقع شده‌است.